# 保罗·萨巴捷

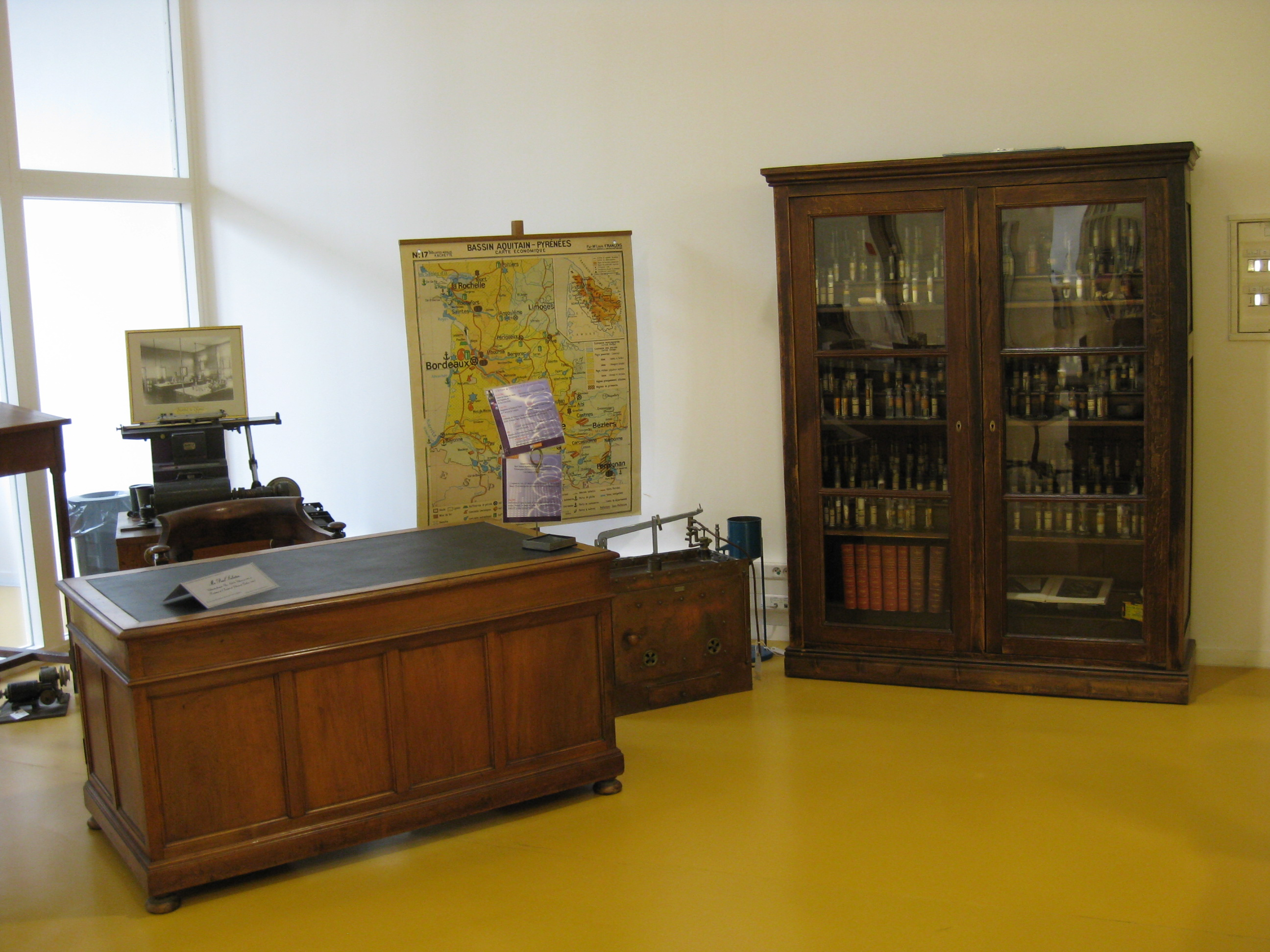
萨巴捷的办公桌和化学品收藏，图卢兹大学

保罗·萨巴捷（法語：Paul Sabatier，法語發音：[pɔl sabatje]，1854年11月5日—1941年8月14日），法国化学家，出生於法國卡尔卡松，逝于图卢兹。在1912年，他与维克多·格林尼亚共同获得诺贝尔化学奖。

## 生平
1874年，薩巴捷進入巴黎高等師範學校就讀，三年後，他以班排第一名的成績畢業。1880年，他獲得了自然科學博士學位。他持續擔任科學教職，直到1905年他進入圖盧茲大學擔任科學學院的院長。
薩巴捷結婚並育有四名女兒，其中一名後來嫁給著名的義大利化學家埃米利奧·波米利奧。
在圖盧茲的保羅薩巴捷大學，就如其名，是為了紀念薩巴捷而創立的。薩巴捷和湯姆斯·斯蒂爾吉斯共同編寫了「圖盧茲的科學學院的史冊」（法文：Annales de la Faculté des Sciences de Toulouse）。

## 研究
薩巴捷最早的博士論文主題是研究硫與金屬硫酸鹽的熱化學。到了圖盧茲後，他繼續物理與化學方面的研究，包含硫化物、氯化物、鉻酸鹽及銅的化合物，他也有研究氮的氧化物和亞硝基二磺酸以及其鹽的分配係數及吸收光譜，薩巴捷的研究對於工業上的氫化有很大的幫助。1897年，在美國化學家詹姆斯·F·博伊斯所建立的生物化學實驗上，他發現鎳可以作為把氫加到大多數碳的化合物上的催化劑。
薩巴捷最為著名的成就是薩巴捷反應、催化的薩巴捷原則以及1913年所出版的「有機化學的催化」（法文：ALa Catalyse en Chimie Organique）。1912年，他与同為法國化學家的维克多·格林尼亚共同获得了诺贝尔化学奖 。

## 連結
- 诺贝尔官方网站关于保罗·萨巴捷传记（页面存档备份，存于）